# Municipio de El Barrio de la Soledad
El Municipio de El Barrio de la Soledad es uno de los 570 municipios en que se encuentra dividido el estado mexicano de Oaxaca, localizado en el Istmo de Tehuantepec y su cabecera es la población del mismo nombre.

## Geografía
El Barrio de la Soledad se encuentra localizado en el sureste del estado de Oaxaca, formando parte de la Región del Istmo y del Distrito de Juchitán; tiene una extensión territorial de 233.48 kilómetros cuadrados, sus coordenadas extremas son 16°40′ - 16°54′ de latitud norte y 94°53′ - 95°11′ de longitud oeste, su altitud máxima son 900 y la mínima 0 metros sobre el nivel del mar.
Sus límites geográficos son al norte con el municipio de Santa María Petapa y con el municipio de Matías Romero Avendaño, al noreste con el municipio de Santa María Chimalapa, al este con el municipio de Asunción Ixtaltepec, al sur con el municipio de Ciudad Ixtepec, al suroeste con el municipio de Santo Domingo Chihuitán y al oeste con el municipio de Santo Domingo Petapa.

## Demografía
De acuerdo con los resultados del Censo de Población y Vivienda de 2010 realizado por el Instituto Nacional de Estadística y Geografía la población total del municipio de El Barrio de la Soledad es de 13 608 habitantes, de los que 6 557 son hombres y 7 051 son mujeres.

### Localidades
En el municipio de El Barrio de la Soledad se localizan 49 localidades, las principales y su población en 2010 se enlistan a continuación:
| Localidad                 | Población |
| Total Municipio           | 13 608    |
| Colonia Progreso          | 2 703     |
| El Barrio de la Soledad   | 2 422     |
| Almoloya de Gutiérrez     | 1 093     |
| Guigubaá                  | 809       |
| Almoloya Bajo             | 795       |
| Fraccionamiento Loma Azul | 684       |
| Niza Conejo               | 677       |
| Chigola                   | 435       |
| Lagunas                   | 390       |

## Política
El gobierno de El Barrio de la Soledad corresponde al ayuntamiento, éste es electo por el principio de partidos políticos, vigente en 146 municipios de Oaxaca, a diferencia del sistema de usos y costumbres vigente en los restantes 424, por tanto su elección es como en todos los municipios mexicanos, por sufragio directo, universal y secreto para un periodo de tres años no renovables para el periodo inmediato pero si de forma no consecutiva, el periodo constitucional comienza el día 1 de enero del año siguiente a su elección. El Ayuntamiento se integra por el presidente municipal, un Síndico y un cabildo formado por cinco regidores.

### Subdivisión administrativa
El municipio de divide en tres agencias municipales, 25 agencias de policía y cuatro representantes de núcleos rurales.

### Representación legislativa
Para la elección de diputados locales al Congreso de Oaxaca y de diputados federales a la Cámara de Diputados federal, El Barrio de la Soledad se encuentra integrado en los siguientes distritos electorales:
Local:
- XXIV Distrito Electoral Local de Oaxaca con cabecera en Matías Romero Avendaño.[5]

Federal:
- V Distrito Electoral Federal de Oaxaca con cabecera en Santo Domingo Tehuantepec.[6]

### Presidentes municipales
- (1999 - 2001): José Morelos González
- (2002 - 2004): Enrique Zabaleta Jiménez
- (2005 - 2007): Héctor Rojas Hernández
- (2008 - 2010): José Alfredo Palacio Antonio
- (2011 - 2013): Javier Rueda Valdiviezo
- (2014 - 2016): José Manuel Mendoza Muñoz
- (2017 - 2019): Javier Santos Candelaria
- (2019 - 2021): José Ángel Carrasco Morales
- (2022 - 2024): Roque Ruiz Toscano